# Manufacture des Rames
 (mars 2024).
La Manufacture royale de draps d'Abbeville, dite Manufacture des Rames, est une ancienne manufacture située à Abbeville, spécialisée dans les draps de luxe. Créée en 1665, l'usine devint l'un des plus importants établissements industriels de son époque.

## Histoire

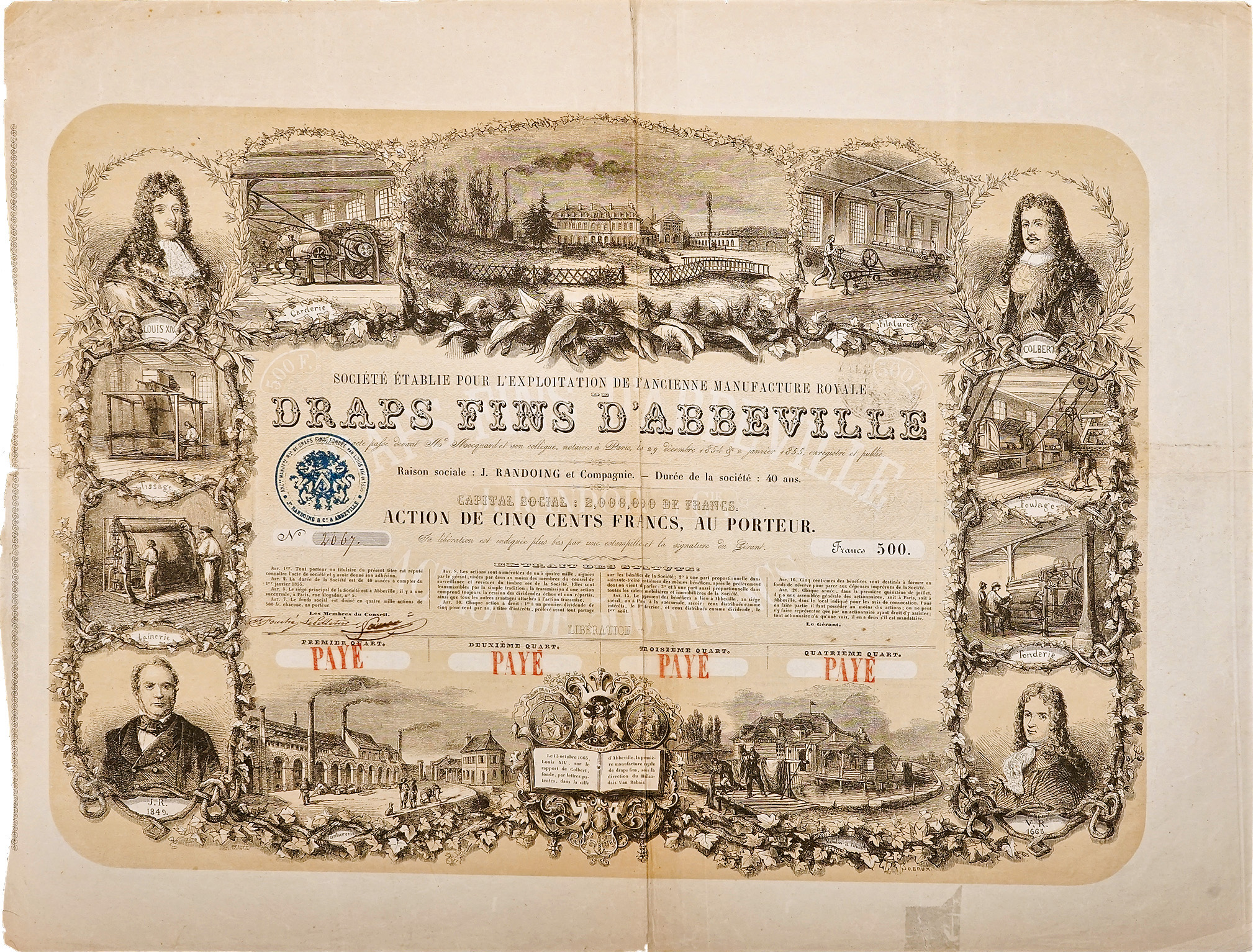
Action de fondation de la Manufacture royale de draps d'Abbeville datant de 1855. Considérée comme l'une des toutes premières usines textiles du monde, la manufacture a été reprise en 1849 par l'homme politique Jean-Baptiste Randoing, qui l'a transformée en société anonyme.

Le commerce de la waide reculant devant la promotion du pastel des pays du Midi, il faut restructurer l'artisanat avec la création de manufactures.
La Manufacture des Rames fut créée, en 1665, à l'initiative de Colbert, qui avait demandé à un fabricant de draps et de tapisseries venus des Pays-Bas, Josse Van Robais, de venir s'installer en France, en contrepartie d'aides conséquentes.
Dès le départ, les textes autorisant la création de cette manufacture permettent d'embaucher 40 à 50 ouvriers et donnent l'autorisation aux Van Robais de pratiquer la religion protestante, même si Colbert leur conseille discrètement de se séparer d'un pasteur.
Le bâtiment actuel, construit à partir de 1710, avait pour fonction de regrouper en une seule entité les différents ateliers et boutiques éparpillés dans la ville au cours du développement de l'entreprise. Il comprend une porte d'entrée monumentale, de style Louis XVI, ornée de rinceaux ; l'imposte quant à elle est ornée d'une nef évoquant le commerce maritime et la Conquête de la Toison d'Or.
À son apogée, vers 1724, elle emploie 3 000 ouvriers. Ses productions étaient exportées vers toutes les grandes cours d'Europe.
Les Van Robais employaient 1 800 ouvriers dans leur établissement d'Abbeville et plus de 10 000 travailleurs à domicile, dans l'une des premières grandes manufactures privées, selon l'historienne Odile Castel, dans Histoire des faits économiques, la dynamique de l'économie mondiale du XVe siècle à nos jours (Economica).
Au moment de la Révolution française l'activité jusque là prospère rencontre quelques problèmes financiers. André van Robais s'associe alors avec le négociant Louis Nicolas Amelin ; la Manufacture devient la Société van Robais, Amelin et Cie, puis celle-ci est dissoute le 10 frimaire an XI (1er décembre 1802).
En avril 1804, Michel Grandin manufacturier à Elbeuf rachète l'établissement qui devient la Manufacture de draps fins. 
Jean-Baptiste Randoing en fera plus tard l'acquisition, mais à la suite du traité de libre-échange avec l'Angleterre de 1860, l'activité est encore plus fragilisée par la concurrence d'outre-Manche. Deux cents ans après sa fondation, la Manufacture Impériale de draps fins cesse définitivement sa production en 1867. 
Cependant, les bâtiments sont repris par la Manufacture de tapis et moquettes fondée aussi par Colbert en 1667 à Abbeville, qui occupait depuis 1824 les locaux de l'ancienne abbaye Notre-Dame de Willencourt. Cette activité cessera à son tour en 1912, à la suite du décès de son dernier propriétaire Jean Antoine Vayson, neveu de Joseph Maximilien Vayson.
L'ensemble, acquis par la ville, est finalement aménagé en logements.

Les bâtiments dessinés dans les années 1850
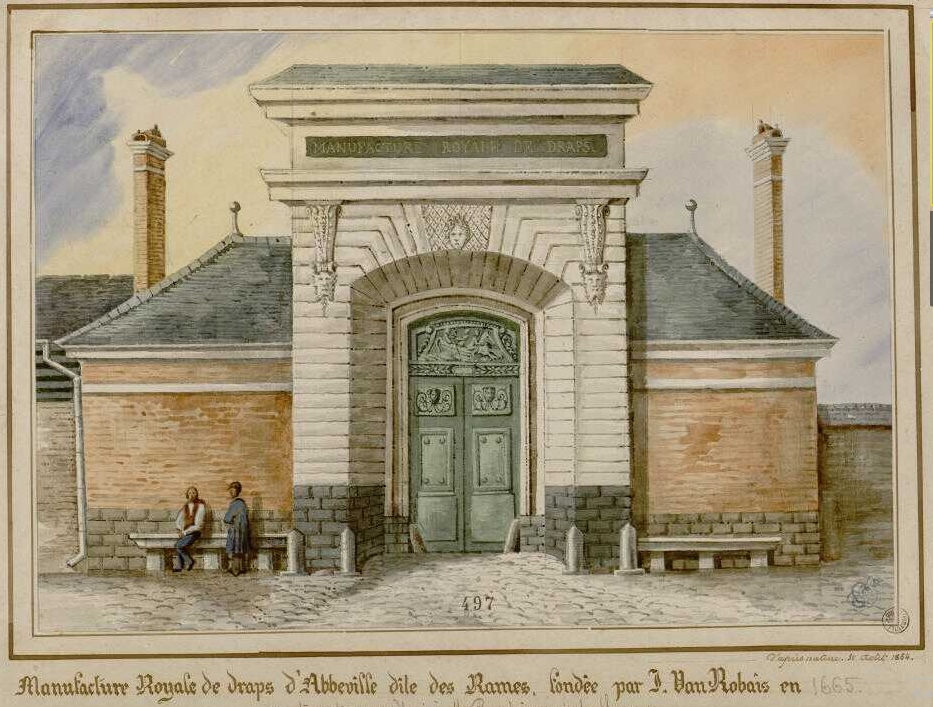
Manufacture royale de draps d'Abbeville dite des Rames.
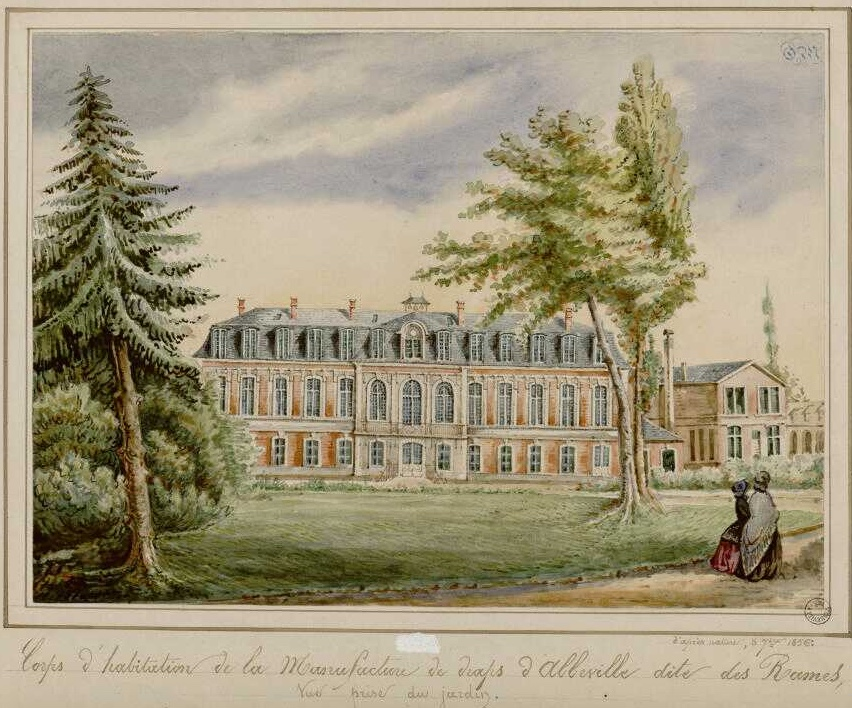
Manufacture des Rames, corps d'habitation côté cour.
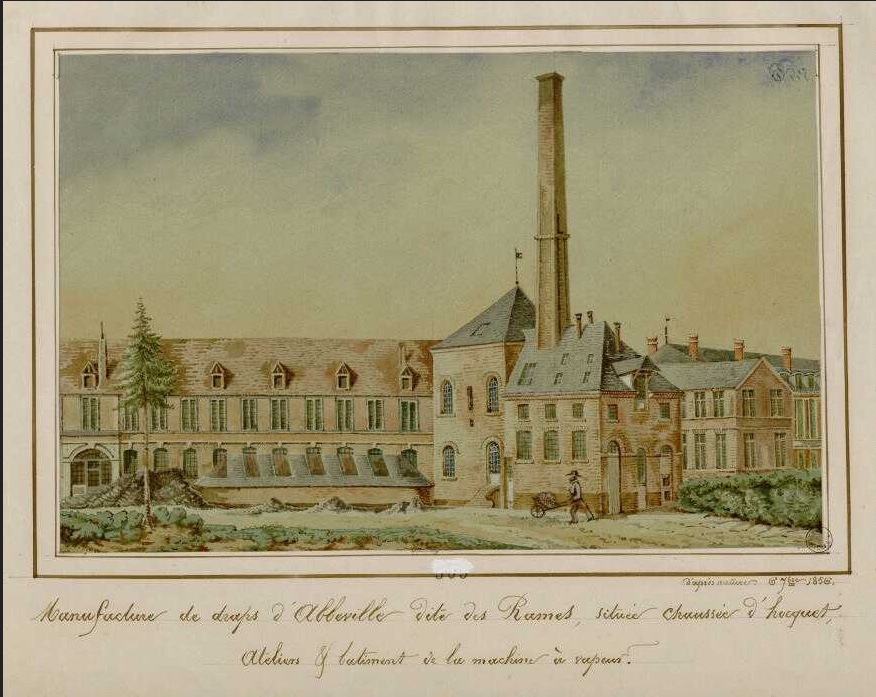
Manufacture des Rames - ateliers de la machine à vapeur.
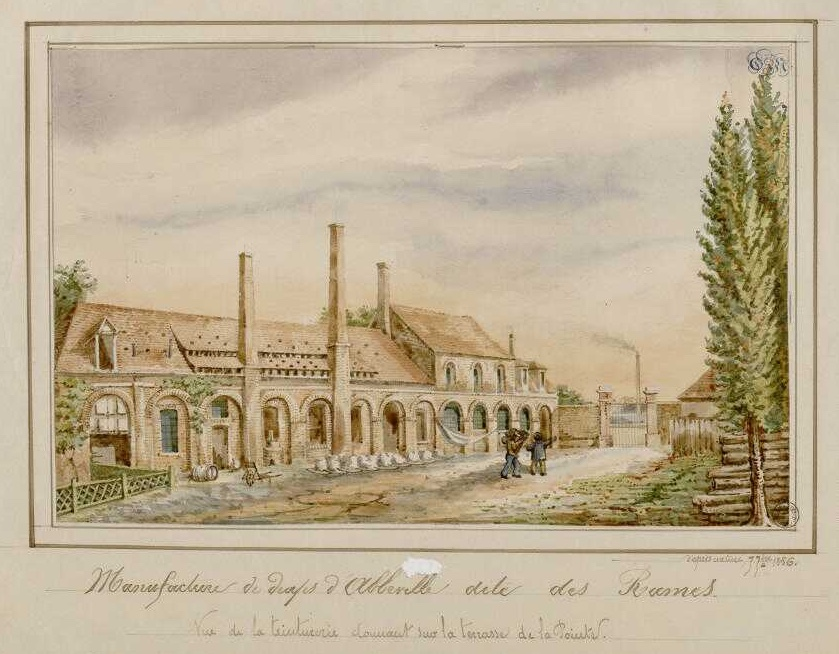
Manufacture des Rames - teinturerie.
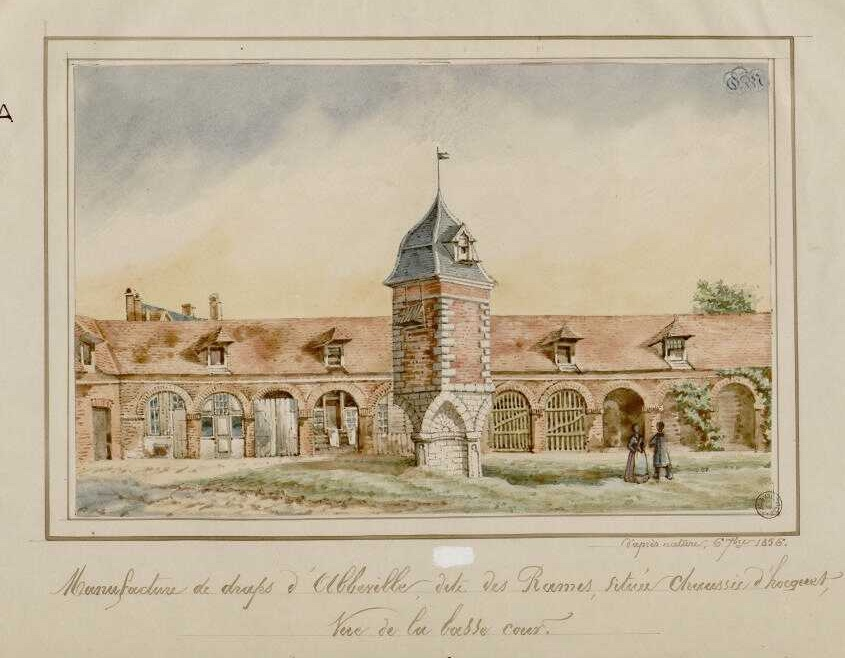
Manufacture des Rames, la basse cour, le pigeonnier.

La manufacture a été reconvertie en logements
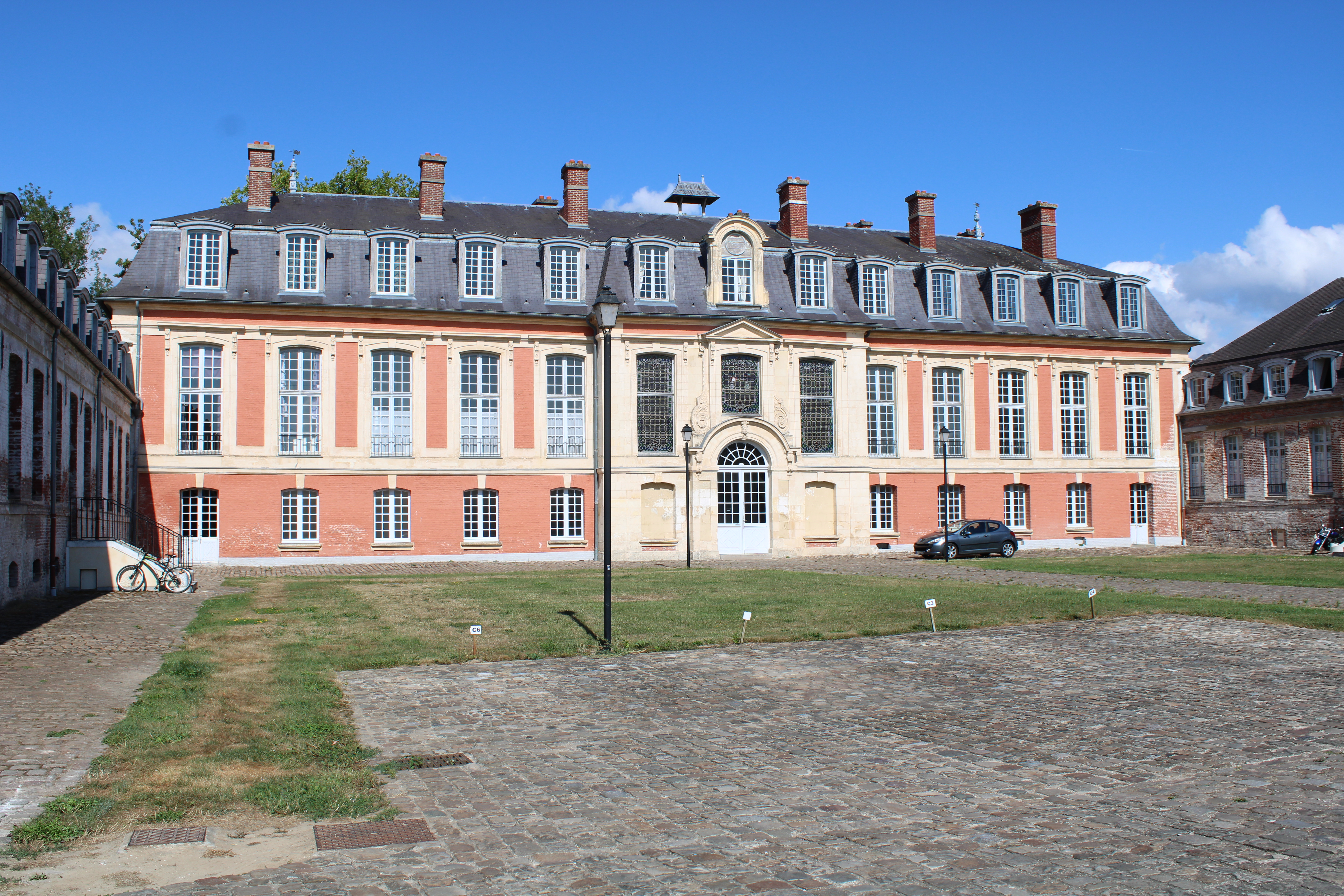
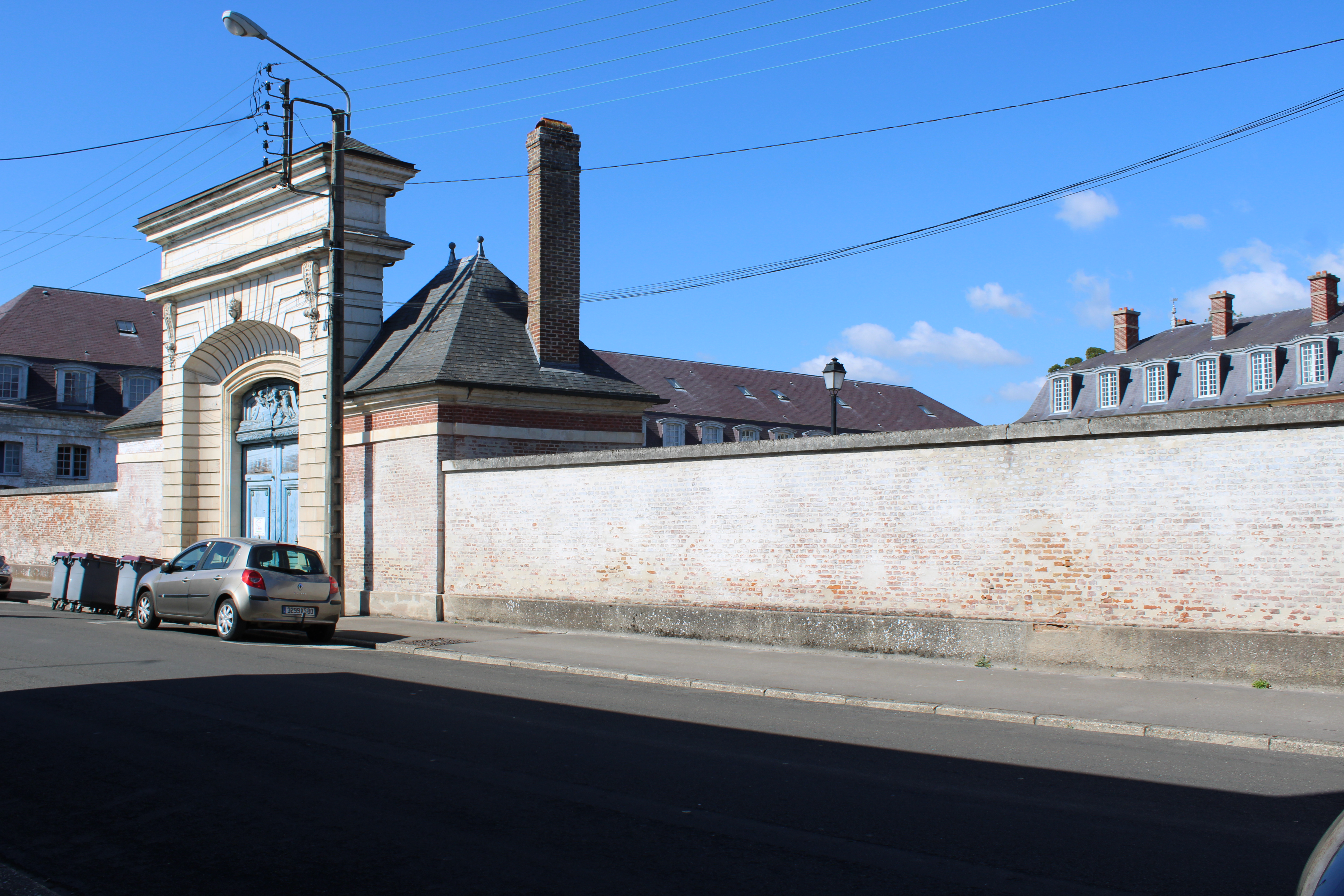
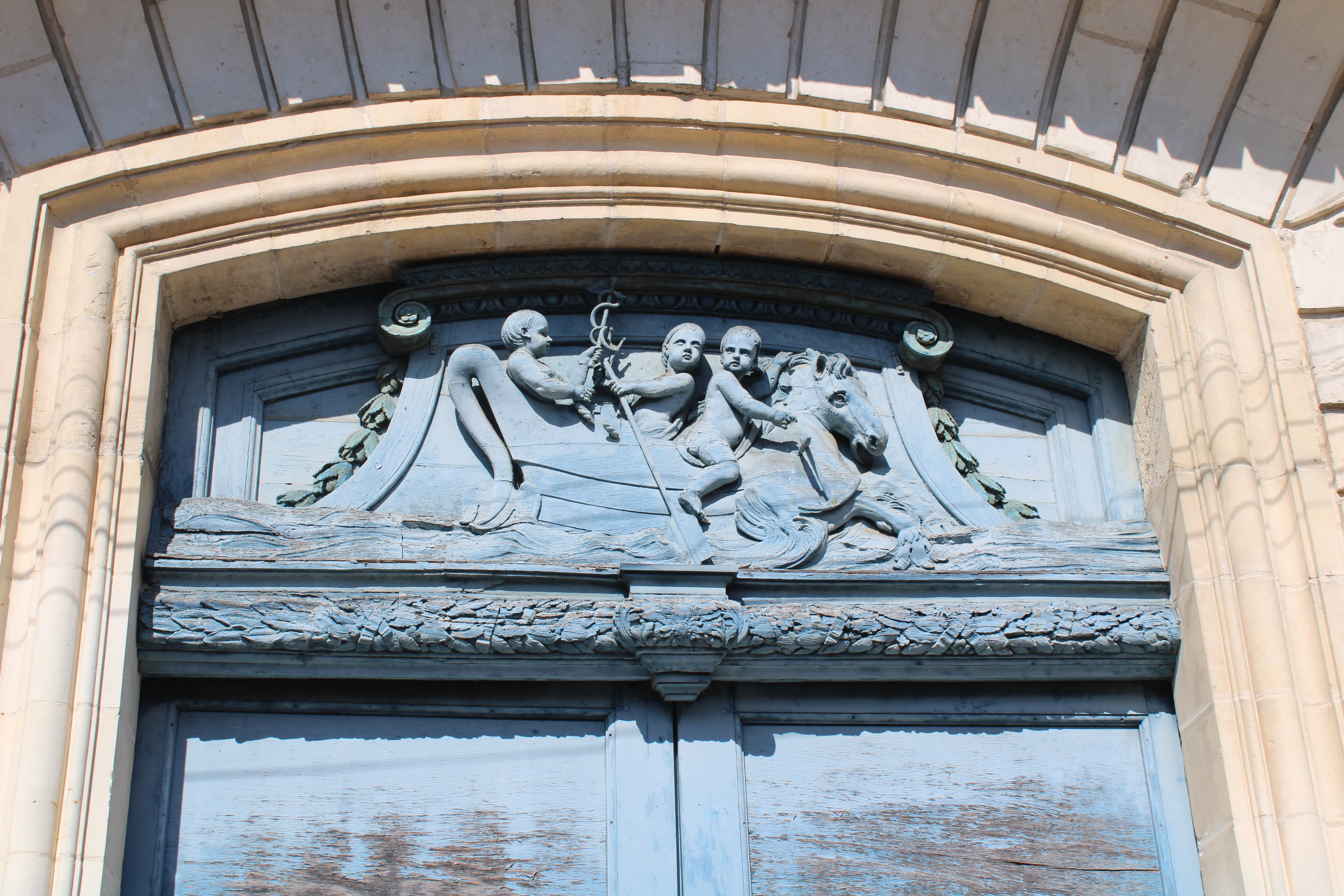
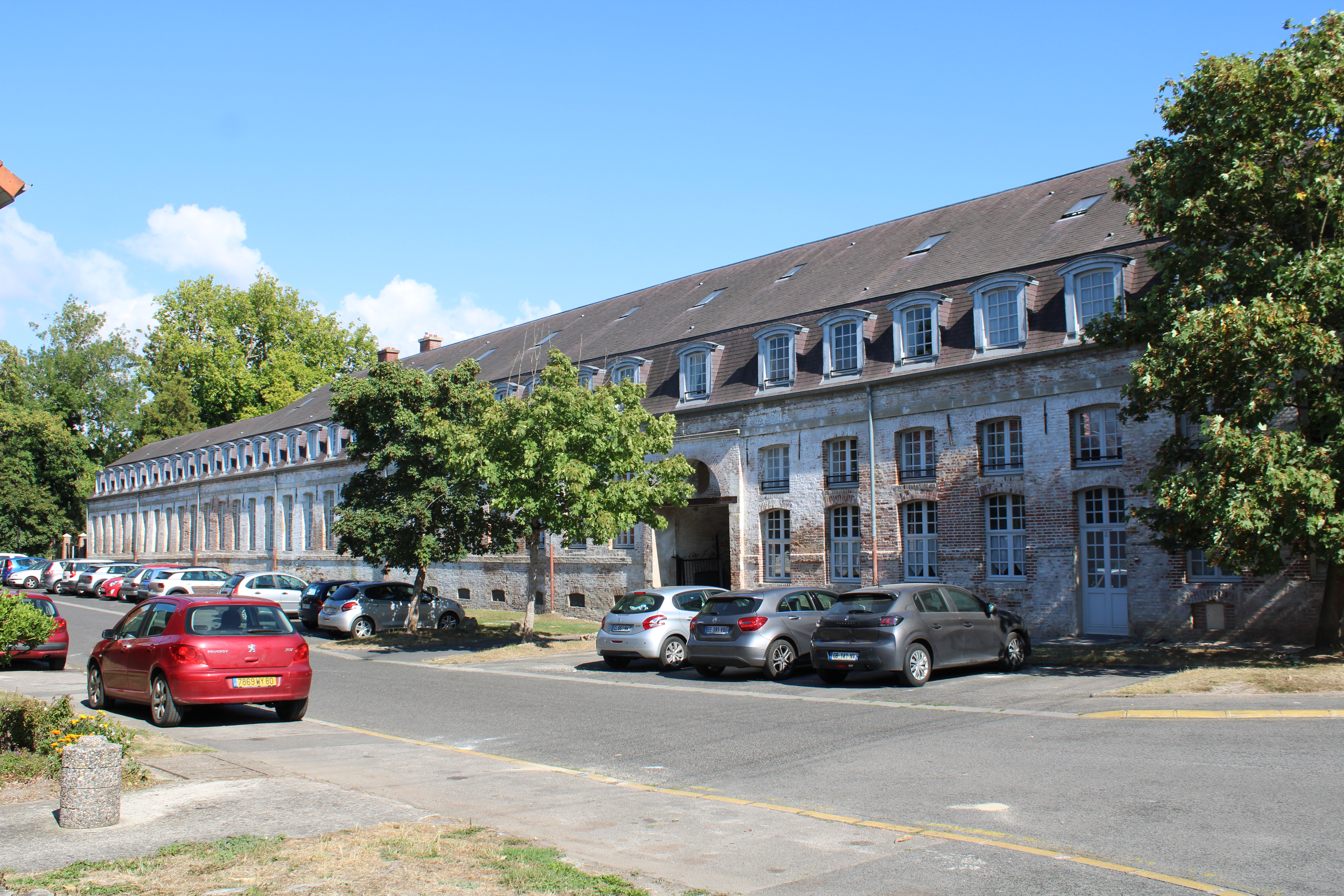